# 金雅琴
金雅琴（1925年—2016年6月23日），北京人民藝術劇院退休话剧演员，出演角色绝大多数是配角，曾用艺名白微。1990年代以後因出演情景喜剧《我爱我家》中的于大妈和《闲人马大姐》中的刘奶奶被人们广为熟知。
2005年，憑借馬儷文導演的電影《我们俩》夺得东京国际电影节最佳女主角奖和金鸡奖最佳女演员奖。其丈夫是人艺著名演员牛星丽。
2016年6月23日，金雅琴因癌症去世，享年91岁。

## 榮譽獎項
- 2006年： 第14届中国电影金鸡奖最佳女演員、第18届东京电影节最佳女主角

## 參演作品

### 電影作品
- 《大胃王》（2009）友情客串
- 《萬家燈火》（2008）
- 《麦田》（2008）
- 《我們倆》（2005）扮演老人
- 《青春無悔》（1991）扮演胡母
- 《杜十娘》（1981）扮演老鴇

### 電視作品
- 《一日夫妻百日恩》（2010）扮演奶奶
- 《圆圆的故事》（2009）客串
- 《閑人馬大姐》（2004）扮演劉奶奶（劉魏玉梅）
- 《党员马大姐》（2002）扮演刘奶奶（劉魏玉梅）
- 《我愛我家》（1993）扮演于大媽
- 《红楼梦》（1987）扮演赵嬷嬷

### 参演话剧
- 《赵小兰》（饰演媒婆）
- 《茶馆》（饰演庞四奶奶）
- 《雷雨》（饰演四凤）
- 《日出》（饰演陈白露）

## 外部連結
- 金雅琴在互联网电影资料库（IMDb）上的資料（英文）
- 在AllMovie上金雅琴的頁面（英文）
- 金雅琴在香港影庫上的簡介
- 金雅琴在豆瓣上的资料（简体中文）
- 金雅琴在时光网上的簡介（简体中文）